# 세르조 디치오
서지오 디지오(Sergio Di Zio, 1972년 9월 20일 ~ )는 캐나다의 배우이다.

## 출연 작품
- 조지타운 (2018)
- 키스 앤드 크라이 (2017)
- 파괴자들(영어판) (2016)
- 하늘을 걷는 남자 (2015)
- 콜드 블러디드 (2012)
- 플래쉬포인트 (2008)
- 플래쉬 오브 지니어스 (2008)
- 저스트 베리드 (2007)
- 룩아웃 (2007)
- 웨딩 워즈 (2006)
- 헤이디스 바이러스 (2006)
- 신데렐라 맨 (2005)
- 엘로이즈 무도회 소동 (2003)
- 엘로이즈의 크리스마스 소동 (2003)
- 위험한 사돈 (2003)
- 아인 랜드의 열정 (1999)
- 분닥 세인트 (1999)
- 시니어 트립 (1995)

### 텔레비전
- 플래쉬 포인트 5 (2012)